# Karen Celis
Karen Celis (Leuven, 1972) een Belgische politicologe en verbonden aan de Vrije Universiteit Brussel. Ze wordt in de media regelmatig opgevoerd als deskundige.

## Biografie
Celis studeerde hedendaagse geschiedenis en doctoreerde in de politieke wetenschappen. 
Daarnaast is ze stichtende editor van de European Journal of Politics and Gender (EJPG).

## Publicaties
Naast tientallen wetenschappelijke publicaties verschenen er ook volgende boeken. Een selectie. 
- De macht van het geslacht (2006), samen met Petra Meier
- Gezien, gehoord, vertegenwoordigd?, Diversiteit in de Belgische politiek (2010)
- The Oxford Handbook on Gender and Politics (2013), co-editor